# 岩手県道・青森県道182号野々上斗内線
岩手県道・青森県道182号野々上斗内線（いわてけんどう・あおもりけんどう182ごう ののうえとないせん）は、岩手県二戸市から青森県三戸郡三戸町に至る一般県道である。

## 概要
岩手県二戸市野々上の岩手県道241号上斗米金田一線交点から分岐、岩手県道256号野々上下斗米線から連続して西へ進む。県境を越え青森県に入ると北上し三戸町大字斗内で国道104号交点に至る。

### 路線データ
- 総延長 : 約10.1km
  - 岩手県側 : 1,800.8 m[1]
  - 青森県側：8.3km
- 起点：岩手県二戸市野々上[1]（岩手県道241号上斗米金田一線・岩手県道256号野々上下斗米線交点）
- 終点：青森県三戸郡三戸町大字斗内[1]（国道104号交点）

## 歴史
- 1974年（昭和49年）7月16日 - 岩手県側、青森県側双方の区間がそれぞれ県道に認定される。

## 地理

### 通過する自治体
- 岩手県
  - 二戸市
- 青森県
  - 三戸郡三戸町

### 交差する道路
- 岩手県道241号上斗米金田一線・岩手県道256号野々上下斗米線（岩手県二戸市野々上字荒谷・起点）
- 国道104号（青森県三戸町大字斗内字荒巻・終点）